# Capo Verde ai Giochi della XXVI Olimpiade
Capo Verde ha gareggiato ai Giochi Olimpici per la prima volta ai Giochi della XXVI Olimpiade ad Atlanta, Stati Uniti.

## Atletica leggera

### Maschile
Eventi di corsa e prova su strada
| Atleta           | Evento   | Batteria | Batteria  | Semifinale | Semifinale | Finale  | Finale    |
| Atleta           | Evento   | Tempo    | Posizione | Tempo      | Posizione  | Tempo   | Posizione |
| ---------------- | -------- | -------- | --------- | ---------- | ---------- | ------- | --------- |
| António Zeferino | Maratona |          |           |            |            | 2:34:13 | 94°       |